# Livio Wenger
Livio Wenger (* 20. Januar 1993 in Kriens) ist ein Schweizer Inline-Speedskater und Eisschnellläufer. Bei den Olympischen Winterspielen 2018 wurde er Vierter des Massenstarts. In dieser Disziplin erreichte er ausserdem mehrere Podestergebnisse im Eisschnelllauf-Weltcup.

## Sportlicher Werdegang

### Inline-Speedskating
Wenger stammt aus einer sportlichen Familie. Seine Eltern und älteren Geschwister waren Skilangläufer, er selbst kam in früher Kindheit über einen Freund der Familie zum Inline-Speedskating. Früh galt er als Talent und gewann zwischen 2009 und 2012 vier Medaillen bei Junioren-Weltmeisterschaften in der nichtolympischen Disziplin. 2014 und 2015 holte er jeweils eine Podiumsplatzierung bei den Europameisterschaften der Erwachsenen (2014 den zweiten Rang im 1000-Meter-Sprint, 2015 Platz drei in der 10'000-Meter-Punkteausscheidung). Bei den World Games 2017 gewann er Silber im 10.000-Meter-Punkterennen.

### Eisschnelllauf
Mit dem Ziel einer Olympiateilnahme begann Wenger im Winter 2012/13 parallel zum Inline-Speedskating mit dem Training im Eisschnelllauf. Anfänglich trainierte er in der Ausbildungs-Akademie in Inzell, wo die Umschulung zunächst weitgehend erfolglos verlief: Bei der Europameisterschaft 2014 belegte er den 27. Platz bei 31 Teilnehmern, auch bei seinem Weltcupdebüt in der Division B verfehlte er im März 2014 vordere Ergebnisse. Im Sommer 2015 schloss sich Wenger der vom Neuseeländer Kalon Dobbin betreuten Trainingsgruppe an. Dobbin, mehrmaliger Inline-Weltmeister der 2000er-Jahre, verfolgte ein Programm, das sich speziell an vom Inline-Speedskating kommende Athleten richtete und auf mehr Zeit auf dem Eis – somit weniger auf reines Krafttraining – setzte.
Wenger verbesserte seine Resultate ab der Saison 2015/16 deutlich. Im November 2015 lief er seine ersten Schweizer Landesrekorde über 1000 Meter und 1500 Meter, die er in den folgenden Jahren (ebenso wie die Bestmarken über 3000 Meter und 5000 Meter) mehrmals verbesserte. Seine besten Weltcupergebnisse erzielte er im Massenstart, wo er von seinen Erfahrungen aus den taktisch geprägten Inline-Speedskating-Rennen profitierte. In Calgary erreichte er in dieser Disziplin am 15. November 2015 als Vierter erstmals ein Top-Ten-Ergebnis, im Dezember 2017 wurde er in Salt Lake City Zweiter hinter Lee Seung-hoon und stand damit zum ersten Mal auf einem Weltcup-Podium. Das olympische Massenstartrennen 2018 in Pyeongchang schloss Wenger als Vierter ab und lief damit zum bis dahin besten Olympia-Ergebnis eines Schweizer Eisschnellläufers. Er sammelte bei allen Zwischensprints Punkte, verlor aber am Ende des Wettkampfs den Anschluss an die Spitzengruppe. Nach den Olympischen Winterspielen erhielt Wenger grössere finanzielle Förderung von Swiss Olympic und wurde in das Sportförderprogramm der Schweizer Armee aufgenommen, was ihm die Professionalisierung seines Trainings ermöglichte.
Im Winter 2019/20 trat Wenger zusammen mit seinen Mannschaftskollegen Christian Oberbichler und Oliver Grob erfolgreich im Teamsprint an: Beim Weltcup in Nur-Sultan belegte das Trio den dritten Rang, ebenso bei den Europameisterschaften 2020 in Heerenveen, wo die drei Schweizer die erste internationale Eisschnelllauf-Medaille in der Geschichte des Landes gewannen. Als Schlussläufer des Teams hatte Wenger einen Vorsprung von drei Hundertstelsekunden auf die viertplatzierten Weissrussen. Im EM-Massenstart kam er in der Zielkurve zu Fall. Die wegen der COVID-19-Pandemie auf zwei Wochen verkürzte Weltcupsaison 2020/21 beendete Wenger als Zweiter des Massenstart-Weltcups hinter Bart Swings: In beiden Wettkämpfen erreichte er als Zweiter beziehungsweise Dritter das Podest.

## Weltcupsiege im Team
| Nr. | Datum        | Ort        | Disziplin       |
| --- | ------------ | ---------- | --------------- |
| 1.  | 2. März 2025 | Heerenveen | Mixed-Staffel 1 |

## Persönliche Bestzeiten
Stand: 26. Januar 2025
| Distanz  | Zeit         | Datum            | Ort            |
| -------- | ------------ | ---------------- | -------------- |
| 500 m    | 36,52 s      | 2. März 2019     | Calgary        |
| 1000 m   | 1:09,79 min  | 2. Dezember 2017 | Calgary        |
| 1500 m   | 1:44,09 min  | 16. Februar 2020 | Salt Lake City |
| 3000 m   | 3:41,05 min  | 23. Februar 2019 | Calgary        |
| 5000 m   | 6:12,13 min  | 3. Dezember 2021 | Salt Lake City |
| 10.000 m | 13:16,42 min | 26. Januar 2025  | Calgary        |